# Diga di Tahtaköprü
La diga di Tahtaköprü è una diga della Turchia.